# Gone to Earth (film)
Gone to Earth este un film britanic în Tehnicolor din 1950, creat de echipa de regizori-scenariști formată din Michael Powell și Emeric Pressburger. În film joacă actorii Jennifer Jones, David Farrar⁠(d), Cyril Cusack și Esmond Knight⁠(d). Filmul a fost schimbat semnificativ, în 1952, pentru piața americană de David O. Selznick și a fost reintitulat The Wild Heart.
Gone to Earth se bazează pe romanul cu același nume din 1917 al scriitoarei engleze Mary Webb⁠(d). Romanul a fost în mare parte ignorat când a apărut pentru prima dată, dar a devenit mai cunoscut în anii 1930, în timpul renașterii neoromantice.

## Intrigă
Hazel Woodus este un copil al naturii în zona rurală din Shropshire în 1897. Ea iubește și înțelege toate animalele sălbatice mai mult decât o face cu oamenii din jurul ei. Ori de câte ori are probleme, ea consultă cartea de vrăji și farmece lăsată de mama ei țigancă.
Scutierul local Jack Reddin o vede pe Hazel și o dorește, dar ea s-a promis deja predicatorului baptist Edward Marston. Urmează o luptă pentru trupul și sufletul ei.

## Distribuție
- Jennifer Jones — Hazel Woodus
- David Farrar⁠(d) — John „Jack” Reddin
- Cyril Cusack — Edward Marston
- Sybil Thorndike⁠(d) — doamna Marston
- Edward Chapman⁠(d) — doamna James
- Esmond Knight⁠(d) — Abel Woodus
- Hugh Griffith — Andrew Vessons
- George Cole⁠(d) — vărul Albert

## Producție
Filmările la Gone to Earth, care a fost produs în Technicolor, au început la 1 august 1949. Filmările interioare au avut loc la Shepperton Studios⁠(d) din Shepperton⁠(d), Surrey, în timp ce cea mai mare parte a filmului a fost turnată în multe locuri din jurul orașului Much Wenlock din comitatul Shropshire.  Mulți localnici au fost recrutați ca figuranți, cum ar fi corul de la o biserică metodistă locală care apare în film.
Filmul a fost co-produs împreună cu producătorul american David O. Selznick, care avea o înclinație de a dicta regizorilor săi note lungi și incoerente în timp ce se afla sub influența amfetaminelor și a inundat producția filmului cu memorii, majoritatea fiind ignorate.

## Istorie ulterioară

### The Wild Heart
Cu toate că a fost implicat pe tot parcursul filmărilor, lui Selznick nu i-a plăcut filmul terminat și a dat în judecată The Archers, compania de producție a lui Powell și Pressburger, pentru a-l schimba. A pierdut procesul, dar a aflat că avea dreptul să schimbe filmul pentru lansarea sa americană.
Selznick a reeditat filmul și a turnat câteva scene suplimentare la Hollywood cu regizorul Rouben Mamoulian⁠(d) pentru a crea versiunea cunoscută sub numele de The Wild Heart (Inima Sălbatică, 1952).  Schimbările lui Selznick au fost în mare parte completări la film: un prolog, scene explicative (deseori la propriu, cu etichete sau inscripții) și mai multe prim-planuri ale soției sale, Jennifer Jones. Cele mai infame modificări sunt scenele de la sfârșit, când Jones se presupune că poartă o vulpe îmblânzită - în scenele suplimentare, vulpea este evident o jucărie de pluș.
Selznick a șters, de asemenea, câteva scene despre care a considerat că nu aveau un impact dramatic, unele dintre ele fiind puncte majore ale intrigii. În autobiografiile sale, Powell a susținut că Selznick a lăsat doar aproximativ 35 de minute din filmul original, dar, de fapt, aproximativ două treimi au rămas intacte. În general, Selznick a redus durata filmului cu 28 de minute, de la 110 minute inițiale la 82 de minute.

### Restaurare
Versiunea originală a filmului Gone to Earth a fost complet restaurată de Arhiva Națională a Institutului Britanic de Film în 1985. O recenzie a revistei New Statesman a numit filmul restaurat drept „unul dintre marile filme regionale britanice” și, conform directorului de imagine al lui Powell, Christopher Challis⁠(d), este „unul dintre cele mai frumoase filme care au fost filmate vreodată în peisajul rural englezesc”.
Ambele versiuni ale filmului sunt acum disponibile în SUA pe disc Blu-ray la Kino Lorber Studio Classics (sub licență de la The Walt Disney Company, actualul deținător al drepturilor de autor ABC).

## În cultura populară
Filmul este menționat pe larg în romanul lui Jonathan Coe, The Rain Before It Falls (2007), în care două dintre personaje sunt identificate ca figuranți care apar în prim-plan într-una dintre primele scene ale filmului (în jurul minutului 8:25).